# Альфредо Руїс де Ґауна
Альфредо Руїз де Ґауна (ісп. Alfredo Ruiz de Gauna Martínez) — баскський підприємець, президент клубу «Депортіво Алавес» із міста Віторія-Гастейс. В 2010—2011 роках 35-й, за ліком, президент головного футбольного клубу Алави.

## Життєпис
Альфредо Руїз де Ґауна був із числа баскської знаті, бо лише таким родинам доручалося кермування спортивними тогочасними клубами басків. Його предки були місцевими латифундистами та промисловими магнатами, відтак і Альфредо Руїза де Ґауну обирали в різні громадські асоціації. Коли в місті постав спортивний клуб Ґауни стали його акціонерами-партнерами, і так триває покоління за поколінням.
Рікардо Руїз де Ґауна продовжував родинні фінансові справи і був активним партнером спортивного клубу, а поготів його обрали в 2010 році президентом клубу «Депортиво Алавес». Прийшовши до команди в часі фінансовоїкризи (одразу після афер Пітермана та банкрутства Сарате), йому вдалося абстрагувати тренерський штаб та футболістів від фінансових проблем і мало не підвищилися в класі. В тому сезоні 2010-2011 років команду тренував Мігель Альварес Том'є (Miguel Ángel Álvarez Tomé) , який стабілізував гру в обороні команди і їм дещиці не вистачило для перехідних ігор (3 місце на фініші). Але найбільшим здобутком Альфредо стали пошуки фінансових партнерів та спонсорів, завдяки яким він намагався підняти з низин збанкрутілий та розвалений клуб, і саме йому  вдалося збільшити капіталізацію клубу та заохотити нових партнерів до майбутньої знакової віхи для «Депортиво Алевесу». Відтак, каденція Адьфредо Руїза де Ґауни дійшла до кінця і на позитивній ноті він поступився місцем своїм партнерам, новим власникам клубу із корпарації Басконія, зокрема їх представнику Авеліно Фернандесу де Кюнсосес.
Але, поступившись посадою президента алавесців, Альфредо Руїз де Ґауна продовжував свої фінансові справи (розвинувши готельний бізнес та логістичну компанію), окрім того сприяє спорту в столиці Алави, прививши й своїм нащадкам любов до спорту та клубу.